# John Seymour (1474–1536)
Sir John Seymour, född 1474, död 1536, var en engelsk hovfunktionär. Han var far till drottning Jane Seymour.
Seymour hade en lång hovkarriär som sträckte sig mellan 1491 och framåt, och var bland annat Groom of the Bedchamber 1532-1536.